# Coccobius sybariticus
Coccobius sybariticus är en stekelart som beskrevs av Pedata 1999. Coccobius sybariticus ingår i släktet Coccobius och familjen växtlussteklar.
Artens utbredningsområde är Italien. Inga underarter finns listade i Catalogue of Life.